# 麥加地鐵
麥加捷運（英語：Mecca Metro；阿拉伯语：‎，全称）、又译麦加捷运，是位於沙烏地阿拉伯城市麥加的大眾捷運系統，全長18.25（11.34英里），设9座车站。由中国铁建建设，该项目采用EPC+O&M总承包模式（即设计、采购、施工加运营、维护），土建结构工程采用的是美国标准，房建及道路工程是沙特标准，而运营系统则采用欧洲标准。朝觐时列车根据朝觐仪式的不同将在不同区域的车站停靠，乘客使用从朝觐团获得的感应车票乘坐。

## 技术
麦加捷运大部分路段位于高度為8-10米的高架鐵路，行车速度為每小時80公里，設計最大運輸容量為每小時單向運送72,000名乘客。车辆使用由中車長春軌道客車制造的A型车，軌距為1,435mm標準軌，列车自动追踪运行，追踪间隔70秒；运营方在朝觐期间会根据朝觐仪式和人流的变化，采用五种不同的运输组织模式。列车采取每单元6节，朝觐时为双单元列车共12节，平时为单个单元6节编组。每个单元列车为4拖2动。
麦加捷运每年仅在朝觐期间对外载客运营7天，运送最高能力可达300万人次。其它时间每天保持2-3趟列车运行磨合设备。由于朝觐期间人流密集，采用了是普通编组数量两倍的12辆编组车辆，因此麦加地铁铁路车站是300米，而一般的捷运车站长度一般在80-120米。为了适应高温和风沙等特殊的气候环境，麦加捷运所使用的车辆段除了功能先进外，还要求各建筑物、维修库房全部密闭防尘，并使用特殊的沙漠空调系统。

## 历史
2008年6月中沙两国政府签署《关于加强基础设施建设领域合作协定》。
2009年2月10日，中国铁建与沙特阿拉伯王国城乡事务部签署《沙特麦加萨法至穆戈达莎轻轨合同》，国家主席胡锦涛在访问沙特时与沙特国王共同出席见证了签约仪式。施工工期约22个月，计划2010年10月开通运营。合同总金额折合人民币约121亿元。合同造价约合17.73亿美元。其中土建部分由中国铁建十八局集团作为主体施工。
从合同签署到正式运营的22个月里，扣除斋月、朝觐等宗教习俗和作息习惯以及高温的影响，实际工期仅16个月。由于工程十分紧急，胡锦涛三次做出批示，铁道部长刘志军、副部长卢春房先后来沙特施工现场，铁道部派出了技术专家组、督导组。中铁建从15个施工局抽调近2万名骨干人员紧急增援十八局项目部。
2010年夏，因在加马拉山区的土石方剩余量估算上偏差，带来了进度延迟，预计30多万方的土石方工程挖走了30万方，现场还剩30多万方，中铁建在加马拉山的开山作业只好立体展开，山壁上和山下同时施工，使用的机械如钻孔机、挖掘机、冲击锤、推土机、装载机、空压机、风镐等就有将近400多台，300于台自卸汽车；近4000名作业人员顶着沙特夏天的高温酷暑，两班倒人歇车不歇，24小时连续作业，包括管理人员在内的所有人员吃住都在工地。加马拉站站房的土建工作延误到7月中旬才真正开始，从结构施工到设备投入使用的时间只有三个月。
2010年11月13日麦加地鐵通车运营，应达到最大运能的35%，而实际开通的运能超过50%。2011年5月运力将达到设计能力的100%。至2011年11月朝觐开始前，完成全部水电气安装等收尾工程。此后直至2014年底，仍由中铁建派出技术人员参与运营组织工作。

## 运营
麦加轻轨目前仅做季节性运营，既每年朝觐期间回历12月7-13日运行。平时处于维保状态，不进行公开运营。

### 运营合约
马来西亚国家基建公司获得2016-2018年的3年运营合同。
中国铁建获得2019-2025年运营合同。

## 车站
根据沙特政府规划，目前建成的线路是麦加轻轨南线(Mecca Makaram light rail south line)。
全线设置9个轻轨车站，1个铁路车辆段。每个车站有300M长的双向站台，1个站台楼，数个坡道，相应的候车区，数个电梯，扶手梯等设施组成。

### 阿拉法特1号站
قطار المشاعر - محطة عرفات 1
车站拥有12条坡道，靠近民防中心Q1（مركز دفاع مدني ق ١），附近有阿拉法特区气象信息站。

### 阿拉法特2号站
قطار المشاعر - محطة عرفات 2
阿拉法特2号站下方有阿拉法特中央环路和阿卜杜拉阿奇兹国王路交汇。车站拥有12条坡道。

### 阿拉法特3号站
قطار المشاعر - محطة عرفات 3

### 穆兹代立法1号站
قطار المشاعر - محطة مزدلفة 1

### 穆兹代立法2号站
قطار المشاعر - محطة مزدلفة 1

### 穆兹代立法3号站
قطار المشاعر - محطة مزدلفة 1

### 米纳1号站
قطار المشاعر - محطة منى 1

### 米纳2号站
قطار المشاعر - محطة منى 2

### 米纳3号站
قطار المشاعر - محطة منى 3
又称贾玛拉站。靠近射石打鬼场。

### 车辆段
麦加轻轨车辆段主要以车辆停放、检修和日常维修为主体，集中停车场、综合维修中心、物资总库、培训中心及相关生活设施等组成的综合性生产单位。

## 运行模式
麦加轻轨仅服务于朝觐活动，根据朝觐仪式内容更改运行模式。为世界仅有的多模式混合运行轻轨线路。

### 甲模式
甲模式在回历12月7日，8日运行，车辆每站停靠。

### 乙模式
回历12月8日-9日，朝觐人员流向阿拉法特山进行驻阿拉法特山仪式。轻轨车辆仅在米纳区车站和阿拉法特车区站停靠。

### 丙模式
回历12月9日-10日，太阳落山后朝觐进入驻穆兹代立法仪式，朝觐人员从阿拉法特山区域去往穆兹代立法区。轻轨车辆仅在阿拉法特区车站和穆兹代立法区车站停靠。

### 丁模式
回历12月10日凌晨，朝觐仪式进入宰牲开戒仪式，人员从穆兹代立法前往米纳射石。轻轨进入丁模式，轻轨车辆仅在穆兹代立法区车站和米纳区车站跳站停靠。

### 戊模式
回历12月10日-13日。朝觐进入射石打鬼仪式。轻轨进入戊模式，轻轨在米纳区车站，穆兹代立法3号车站，阿拉法特3号站运行。